# 在岩石与险境间
《在岩石与险境间》（英語：Between a Rock and a Hard Place）（又译《在顽石与绝地之间》）是艾倫·洛斯頓的一本自传，于2004年出版。此书讲述了艾伦·洛斯顿在右手臂被困在犹他州沙漠的一个巨石后，他是如何被迫使用一把低品質多功能工具刀割掉他的右臂得以脱困的真实经历。
書中還講述了洛斯頓的童年如何接觸、迷戀戶外運動，以及為了有更多時間進行戶外運動而放棄英特爾工程師職位的故事。
此書的各章節以他過去的經歷和受困于峽谷巨石堆的事件穿插描寫。其中精裝版還附有他受困峽谷時的一些照片。
這本自傳在2010年由曾經導演《貧民百萬富翁》的导演丹尼·鮑伊翻拍成電影《127小時》，並在第83屆奧斯卡金像獎中獲得最佳影片等六項提名。